# Buellt

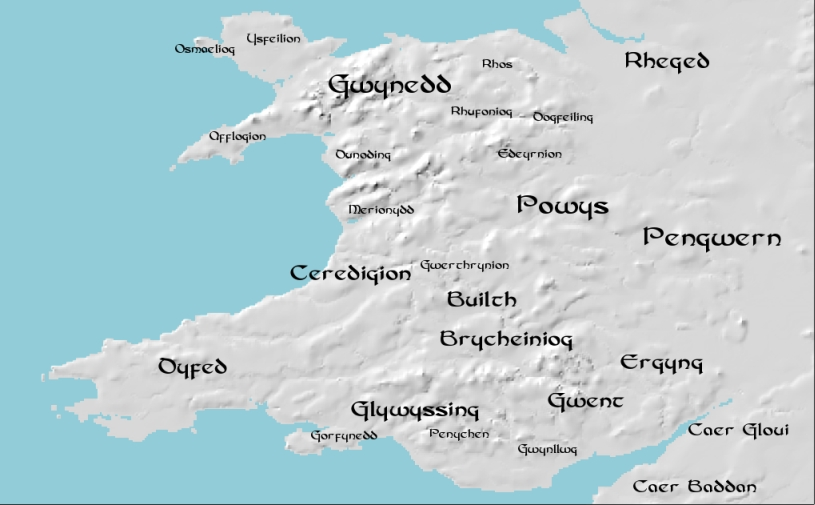
Galles nel V secolo

Il Buellt fu sede di un regno del Galles in età altomedievale, regno che ruotava attorno a Caer Bedris. Nel V secolo faceva parte del dominio del re supremo di Britannia Vortigern. Dopo la morte di quest'ultimo, il nuovo sovrano, Ambrosio Aureliano, confermò il possesso di questo reame al figlio di Vortigern, Pascent. Al Buellt faceva capo il sub-regno di Gwerthrynion. L'indipendenza del Buellt terminò agli inizi del IX secolo, quando entrò a far parte del regno di Seisyllwg e poi di quello del Deheubarth.
Oggi Builth Wells (in gallese Llanfair ym Muallt) è una città del Powys, contea tradizionale del Brecknockshire, nel Galles centrale, ubicata lungo il fiume Wye. Builth Wells crebbe come città mercato e città termale.